# Frasselt
Frasselt – miejscowość w gminie Kranenburg w powiecie Kleve. 01 stycznia 2018 miejscowość liczyła 515 mieszkańców.

## Historia
Frasselt powstało na początku XIV wieku, gdy hrabia z Kleve zdecydował o wycince części lasu Reichwald i przeznaczeniu wykarczowanej części pod uprawę roli. W ten sposób Frasselt powstało jako łańcuchówka, gdzie każdy budynek stał przy głównej drodze. Ta główna arteria miejscowości, Gocher Straße, istnieje do dzisiaj. Miejscowość odziedziczyła nazwę po lesie (silva Vracene) który został wykarczowany.

## Ruch drogowy

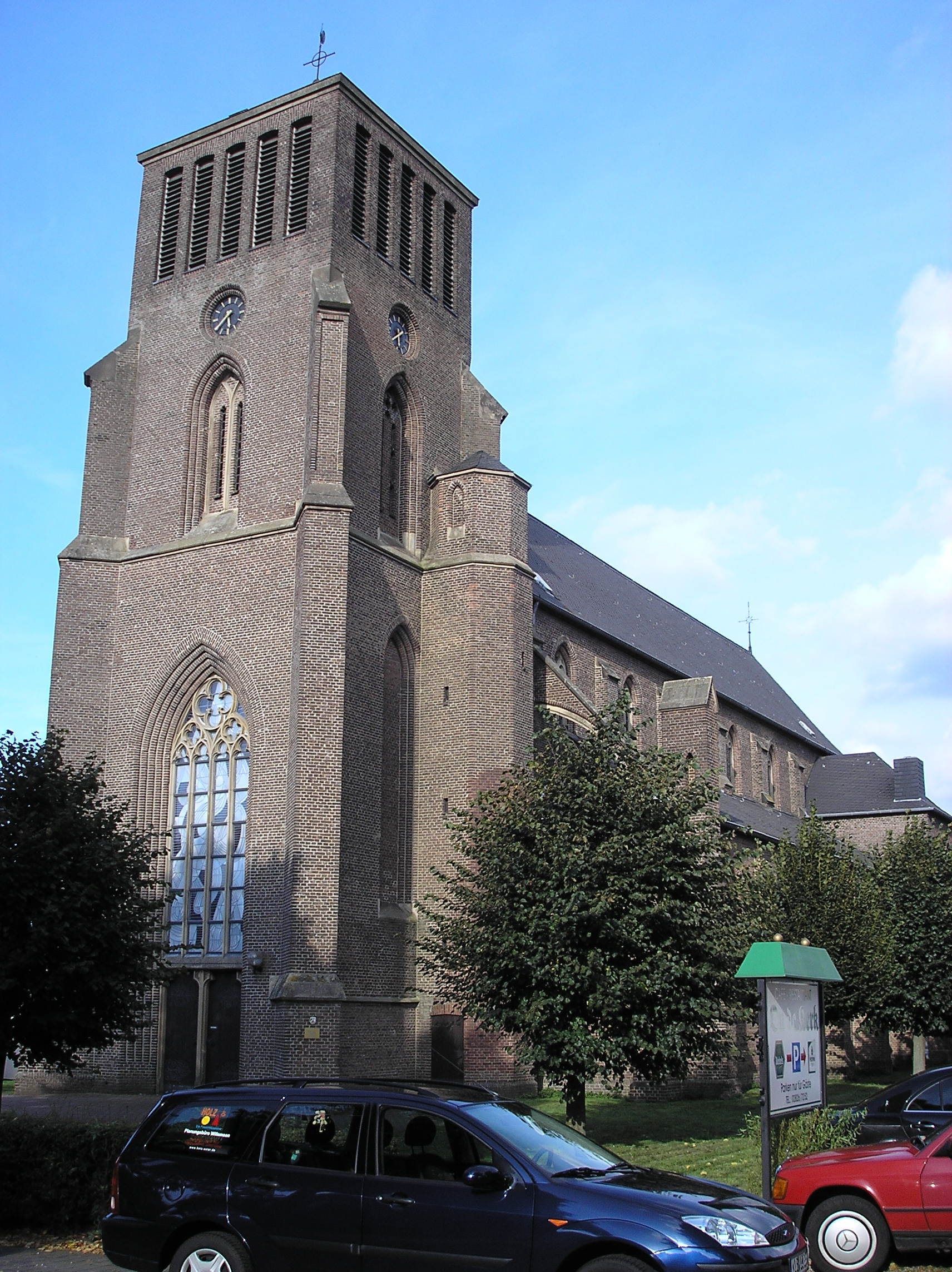
Kościół Świętego Antoniego

W pobliżu miejscowości przebiega droga federalna 504. Autobusy Verkehrsgemeinschaft Niederrhein (VGN) łączą Frasselt z innymi miejscowościami